# NCSoft
NCsoft — южнокорейская компания, специализирующаяся на многопользовательских ролевых онлайн-играх, известна как разработчик Lineage 2, Aion и Blade & Soul.

## История
Компания NCsoft была основана в марте 1997 года Так Чжин Кимом (англ. Tak Jin Kim), ранее разработавшего корейский текстовый процессор и ряд других бизнес-программ. Одним из первых продуктов компании стала NC HTML Editor. В сентябре 1998 года NCsoft запустила первую игру Lineage, которая позволила компании расшириться в Тайвань, Китай, Японию, и в США.
В апреле 2001 года компания основала филиал в США (расположенный в Техасе), как партнёр Destination Games. Джейк Сон также переехал в Остин, чтобы стимулировать развитие.
NCsoft разработала Lineage II и выпустила её в Южной Корее 1 октября 2003 года и в США 28 апреля 2004 года. NCsoft также издала Guild Wars (разработанную их филиалом ArenaNet), а также MMORPG City of Heroes и City of Villains (разработанную Cryptic Studios).
В июле 2004 года было основано европейское отделение NCsoft, главный офис которого находится в Брайтоне, Англия. Отделение выпустило City of Heroes на территории нескольких европейских стран в феврале 2005 года и установили сервера Lineage II (Teon и Franz) в сентябре 2006 года.
На телевикторине Тайбэя в феврале 2006 года NCsoft объявила о новом проекте Dungeon Runners, который создавался в офисах Остина. Проект закрыт в 2010 году.
В 2006 году NCsoft наняла разработчиков jMonkeyEngine для разработки графических интерфейсов.
Кроме того, на E3 2006 года NCsoft объявила о создании нового MMORPG-проекта — Aion. Aion разрабатывается сеульским филиалом NCsoft и основан на движке CryEngine. Разработка Aion была начата Кунихико Риом. В конце 2007 года состоялся релиз данной игры.

## Украденные исходные коды
27 апреля 2007 года сеульская полиция сообщила о том, что семь бывших сотрудников NCsoft подозреваются в продаже исходного кода Lineage II японской игровой компании. По оценкам NCsoft, был причинен ущерб более одного миллиарда долларов США.
Также десять раз были украдены рабочие версии игровых серверов Lineage II (Хроники 1 и 4, Gracia Final, Freya (скрипты), High Five part 3, High Five part 4, Awakening, Tauti, Glory Days, Helios).

## Заключение контракта с Инновой
Летом 2008 года между NCsoft и компанией «Иннова» был заключён контракт о локализации и издании Lineage II в России и странах СНГ.
В апреле 2009 года между NCsoft и компанией «Иннова» был заключён контракт о локализации и издании Aion в России и странах СНГ.
В 2011 году NCSoft и «Иннова» заключили контракт об издательстве игры на территории Европейского союза.
В октябре 2015 года компанией «Иннова» была анонсирована локализация игры Blade & Soul в России и странах СНГ.

## Продукты компании[4]

### MMORPG
- Lineage
- Lineage II
- Lineage 2M
- Lineage W
- Lineage m
- Aion
- Guild Wars
  - Guild Wars Prophecies
  - Guild Wars Factions
  - Guild Wars Nightfall
  - Guild Wars: Eye of the North
- Guild Wars 2
- City of Heroes/City of Villains
- Blade & Soul
- Wildstar
- Lineage 2 Classic
- Tabula Rasa
- Master X Master
- Throne and Liberty

### Прочие игры
- Slugger
- Popcap World
- Bijoumachu
- Steel Dog
- Arpia
- Point Blank (с апреля 2013 года NCsoft перестала поддерживать PB[5])
- Love Beat
- Punch Monster
- Metal Black
- Magic Thousand Character Classic
- Exteel

### Браузерные игры
- Might and Magic: Heroes of Kingdoms
- Murim Jekook
- Magic King
- Myoung-in Jang-gi
- Sun-un Gostop
- Classic Gostop
- Golden Poker